# 多布羅維爾利亞 (瓦西利基夫卡區)
48°18′31″N 36°5′39″E / 48.30861°N 36.09417°E
多布羅維爾利亞（烏克蘭語：Добровілля），是烏克蘭的村落，位於該國中部第聶伯羅彼得羅夫斯克州，由瓦西利基夫卡區負責管轄，距離利薩巴爾卡和奧切列圖瓦捷2公里，2001年人口581。